# Yohanan Cohen
Yohanan Cohen ((en hebreo), Łódź, 31 de diciembre de 1917-20 de mayo de 2013) fue un político y diplomático israelí.

## Biografía
Cohen estudió en Polonia antes de ser miembro activo del grupo de Hanoar Hatzioni antes de inmigrar al Mandato Palestina en 1937. Un año después, se unió a Hagana y sirvió como miembro del cuerpo del asentamiento judío entre 1941 y 1944. Durante la Guerra árabe-israelí de 1948 sirvió como capitán en la 19' Brigada Golani, y después como teniente coronel de la reserva.
Después de la declaración de independencia de Israel, Cohen se convirtió en miembro del comité organizador Histadrut y posteriormente director en la secretaría de la Juventud Mundial zionista entre 1952 y 1954.
Un miembro del Partido Progresista, fue miembro del directorio del partido y del comité político. Aunque nunca fue elegido para el Knesset, ocupó un escaño durante dos años (entre 1957 y 1959) sustituyendo a Yeshayahu Forder.
Comenzó a trabajar en el Ministerio de Asuntos Exteriores en 1960, inicialmente en el Departamento de información. En 1963 fue enviado a Boston donde ejerció de Cónsul General. En 1968 volvió a Israel para convertirse en Director del Departamento de Información y en 1970 se convirtió en director del Depertamento de Europa del Este.
En 1973 Cohen ejerció el cargo de embajador de Rumanía primero y de Finlandia en 1976. Volvió a Israel en 1979, y un año después, fue Director del Departamento de Historia, una posición que ocupó hasta 1983.